# Bitva u Rudavy
Bitva u Rudavy se odehrála v zimě koncem 1254 mezi vojsky křižáků Přemysla II. Otakara a pohanskými Prusy na území Sambijského poloostrova, kde se nacházelo mnoho močálů a bažin. Proto se Přemysl rozhodl zaútočit v zimě na sklonku roku 1254, kdy území bylo zamrzlé, čímž předešel uvíznutí vojsk. Tažení se zúčastnilo 60 000 mužů. Vojsko sestávalo z profesionálních sborů z říše, české a rakouské šlechty, Sasů vedených braniborským markrabětem Ottou III., kontigentu hraběte Rudolfa Habsburského a členů Řádu německých rytířů. V bitvě se podařilo českému králi zvítězit. Touto bitvou skončila první česká křížová výprava do Pobaltí.

## Příčiny bitvy

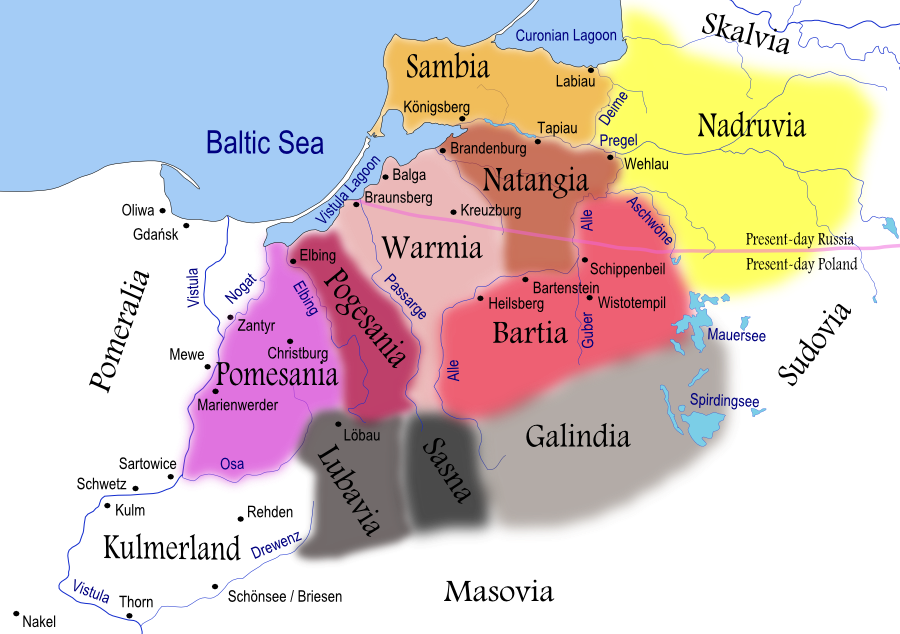
Pruské kmeny ve 13. století, na severu území Sambů (oranžově) na Sambijském poloostrově

Přemysl tímto tažením chtěl rozšířit svůj vliv do oblasti Pruska a Litvy. Chtěl zde realizovat své snahy o nastolení přemyslovské moci v Litvě a Pobaltí, přičemž z olomouckého biskupství chtěl mít arcibiskupství spravující dobytá území, zároveň tím chtěl rozšířit vliv křesťanství do Pobaltí. Mezi Prusy zatím převládalo pohanství. Výprava mu sloužila také jako přesvědčovací prostředek směrem k papeži, aby potvrdil legitimitu jeho levobočků, které zplodil s Anežkou z Kuenringu. Svou výpravu uskutečnil také jako upevnění svých snah o získání titulu římského císaře. Jistou roli v tom jistě sehrála i složitá situace v Pobaltí, kde po mnoho let křižáci a zejména Řád německých rytířů sváděli s pohanskými Prusy tvrdé boje. V září roku 1254 osobně navštívili Prahu velmistr řádu Poppo z Osterny spolu s vyslanci papeže Inocence IV. a zjevně se českého panovníka pokusili přesvědčit ke křížovému tažení.

## Průběh bitvy

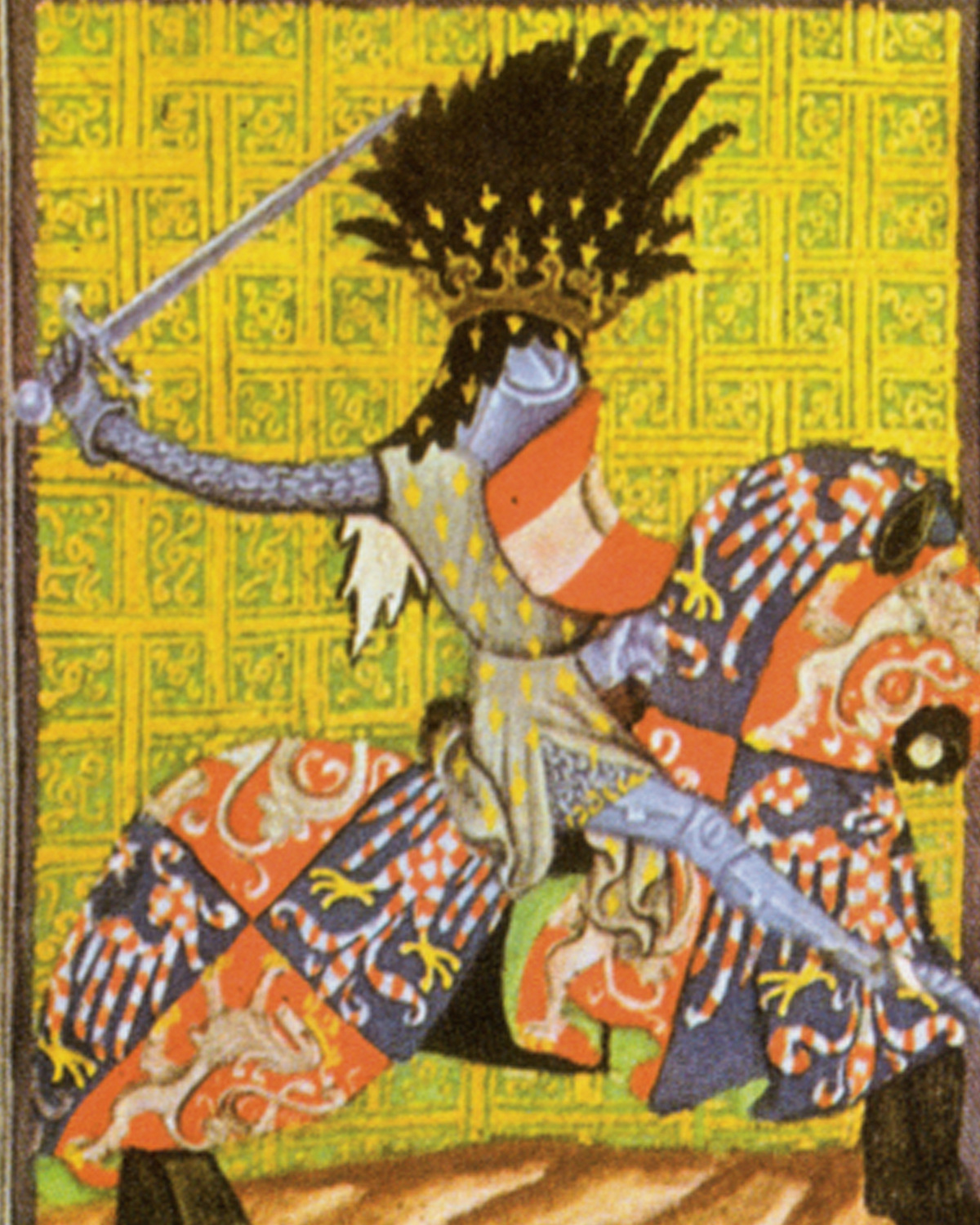
Český král Přemysl Otakar II. v boji na miniatuře z Gelnhausenova kodexu

Samotná bitva byla podle dobových zpráv velice krvavá. Poslední zbytky odporu byly zlomeny dobytím hradu u Rudavy, zbytek pruských vojsk se vzdal. Vítězem bitvy se stala vojska křižáků pod vedením Přemysla II. Otakara.
| „                         | Byl to krutý a krvavý boj, který skončil se porážkou a útěkem Prusů. Hrad jakýsi, jenž jim sloužil za útočiště, dobýván byl tak prudce, že přední muži tohoto národa, netroufajíce si déle, vzdali se králi a prosili o milost, slibujíce poddanství a poslušenství, aby nebyl vyhlazen veškeren lid jejich. | “ |
| — Toulky českou minulostí | |   |

.

## Důsledky bitvy
Český král Přemysl Otakar II. spolu s křižáky v bitvě zvítězili. Po porážce se Prusové pokořili a od biskupa Bruna ze Schauenburka přijali křest. V roce 1255 Řád německých rytířů na počest Přemysla Otakara II. založil nad řekou Pregolou hrad Regiomontium a město Královec, které se později stalo hlavním městem vévodství Pruska. Sídlo svěřil do Řádu bratří německého domu Panny Marie. Po bitvě se o železném a zlatém králi mluvilo jako o pánu říše od Baltu po Jadran.

## Zajímavosti
O bitvě referoval i známý minnesanger Sigeher, kterého Přemysl „zdědil“ po otci. Neváhal celé tažení přirovnat k slavným vítězstvím Alexandra Velikého, kterému se český král měl rovnat také svou genialitou.